# Stenopogon arnaudi
Stenopogon arnaudi är en tvåvingeart som beskrevs av Martin 1968. Stenopogon arnaudi ingår i släktet Stenopogon och familjen rovflugor. Inga underarter finns listade i Catalogue of Life.